# 鈴鈴妹妹！
《鈴鈴妹妹！》是石見翔子的四格漫畫作品。於2004至2007年間在芳文社的《Manga Time Kirara Max》連載。中文版由尖端出版社發行。劇情環繞在女高中生高村楓與突然出現在她面前，長相和她一模一樣的貓耳少女身上。

## 概要
- 2004年 於2004年11月號-No.1-開始連載。
- 2006年 為了紀念單行本第一冊發售，在2006年10月號-No.35-連載短篇（4頁）。
- 2006年 為了紀念單行本第一冊發售，在2006年11月號-No.13-連載短篇（4頁）。
- 2007年 於2007年5月號-No.31-完結。

## 故事簡介
原本應該只有父母、女兒的三人家庭，突然出現了長著貓耳、外表和楓一模一樣的少女──鈴。鈴被樂天派的雙親當作妹妹，主角楓起初十分抗拒，卻隨著時間推進而漸漸改變態度。有時候會有不可思議的劇情，但大致上是搞笑四格漫畫。

## 登場人物
高村 楓
本作主角之一。因為雙親靠不住，而成長為認真的女孩子。對自己的身材稍為有自卑感。
原本是獨生子，自從鈴出現後，雖然對鈴的熱情攻勢有點招架不住，但還是發揮自己的認真天性，扮演普通姊姊的角色。不過常常被鈴耍得團團轉。
高村 鈴
本作另一位主角。長相和楓一模一樣，兩者間的差別在於貓耳與胸部大小。來到高村家後，只要有空就會纏著最愛的姐姐不放。偶爾出現的真正表情和本作核心要素有關。
夏美
楓和鈴的同班同學兼好友。能毫不在意的說出黑暗的事情，是不想與其為敵的類型。
擅長占卜但命中率低落。
班長
乍看之下像是優等生班長，但言行間會洩漏出自己的狂熱趣味。是靠著「萌」生存的人物。老師也稱呼她班長，本名未曾出現在作品中。
爸爸（瀨治）、媽媽（湊）
楓的父親和母親。樂天派夫妻，兩人十分相似。在小孩面前依然能夠自然的卿卿我我，感情非常熱烈。
父親靠著自己工作職位，將鈴變成自己家族的一員。
江藤老師
班導。把人生浪費在賭博之中，背離教育者楷模的女性。

## 出版書籍
| 集數 | 芳文社        | 芳文社                 | 尖端出版      | 尖端出版             |
| 集數 | 發售日期      | ISBN                   | 發售日期      | EAN                  |
| ---- | ------------- | ---------------------- | ------------- | -------------------- |
| 1    | 2006年9月27日 | ISBN 978-4-8322-7594-2 | 2008年5月15日 | EAN 471-7702-21643-6 |
| 2    | 2007年6月27日 | ISBN 978-4-8322-7635-2 |               |                      |